# لودفيغ ويلهلم زاكس
لودفيغ ويلهلم زاكس (بالألمانية: Ludwig Wilhelm Sachs)‏ هو طبيب ألماني، ولد في 29 ديسمبر 1787 في غلوغو في بولندا، وتوفي في 17 يونيو 1848 في كونيغسبرغ في الإمبراطورية الروسية.